# (466736) 2014 YP41
(466736) 2014 YP41 es un asteroide perteneciente al cinturón de asteroides, descubierto el 22 de febrero de 1998 por el equipo Spacewatch desde el Observatorio Nacional de Kitt Peak (Arizona, Estados Unidos).